# Муратовская волость (Старобельский уезд)
Муратовская во́лость — историческая административно-территориальная единица Старобельского уезда Харьковской губернии с центром в слободе Муратова.
По состоянию на 1885 год состояла из 7 поселений, 11 сельских общин. Население — 2187 человек (1116 мужского пола и 1071 — женского), 393 дворовых хозяйства.
|                        | Площадь, десятин | В том числе пахотной, дес. |
| ---------------------- | ---------------- | -------------------------- |
| Сельских общин         | 2847             | 2480                       |
| Частной собственности  | 14666            | 4799                       |
| Казенной собственности | —                | —                          |
| Другой собственности   | 155              | 33                         |
| В целом                | 17668            | 7312                       |

Основные поселения волости по состоянию на 1885 год:
- Муратова — бывшая государственная слобода при реке Камышная в 60 верстах от уездного города, 636 человек, 102 дворовых хозяйства, православная церковь, почтовая станция, 2 лавки.
- Петровеньки — бывшее государственное село, 775 человек, 135 дворовых хозяйств.

Крупнейшие поселения волости по состоянию на 1914 год:
- слобода Муратова — 1148 жителей;
- село Петровеньки — 1129 жителей.

Старшиной волости был Кирилл Григорьевич Торохтунов, волостным писарем — Иван Никифорович Гузий, председателем волостного суда — Иван Петрович Кольченко.